# Javier Lasso de la Vega Jiménez-Placer
Javier Lasso de la Vega Jiménez-Placer (Sevilla, 12 de juny de 1892-Madrid, 3 de novembre de 1990) va ser un bibliotecari i documentalista espanyol.

## Biografia
Javier Lasso de la Vega va néixer a Sevilla el 1892 en el si d'una família benestant de tarannà liberal i tradició cultural. El seu pare, Javier Lasso de la Vega y Cortezo havia estat conseller de l'Ajuntament de Sevilla, primer pel Partit Liberal i després pel Partit Republicà, i la seva mare, Maria Jesús Jiménez-Placer, era filla de Carlos Jiménez-Placer Echevarria, director del Archivo General de Indias, i neta del primer director del Museu de Pintures de Sevilla. El seu germà petit fou el museòleg i polític andalucista Alfonso Lasso de la Vega (1898-1977), director de l'Alcàsser de Sevilla durant la República i exiliat durant el franquisme a Lisboa.

## Trajectòria professional
Lasso cursà estudis de Filosofia i Lletres i de Dret a la Universitat de Sevilla; el 1915 ingressà al cos facultatiu de Bibliotecaris, Arxivers i Arqueòlegs. El seu primer destí fou la Biblioteca i Museu arqueològic de Cadis (1915-1918). D'allí passà a Madrid, on desenvoluparia la major part de la seva carrera professional.
En els anys 1920, Lasso exercí el càrrec de secretari a la Biblioteca Nacional; el 1930 fou destinat a la biblioteca de dret de la Universidad Complutense, per a passar, el 1932, a ser director general de la Biblioteca de la Universitat Central de la mateixa universitat. Durant la seva etapa es va millorar la coordinació entre les biblioteques de facultats i es va avançar en la normalització a través d'un nou sistema de catalagación i l'adopció de la Classificació Decimal Universal, a més d'un major interès en l'estudi de la biblioteconomia cristal·litzat en la creació del Seminari de Documentació de la Universitat Central i la creació de l'Associació de Bibliotecaris i Bibliògrafs.
Durant la Guerra Civil, Lasso es posicionà en favor de l'exèrcit revoltat. El 1938 fou nomenat cap del Servicio de Archivos, Bibliotecas y Registro de la Propiedad Intelectual en el primer govern de Franco, càrrec que mantingué fins a primeries de 1940; en la inmediata posguerra fou assessor de biblioteques de la Sección Femenina de Falange Española, i s'interessa també per la presencia de biblioteques en els centres escolars. El 1945, després que fos resolt un expedient en què se l'acusava de francmaçoneria, seria reintegrat al seu càrrec de director de la Biblioteca de la Universitat Complutense (BOE de 17 de agosto de 1945).
Al llarg de la seva vida va escriure nombroses obres i articles sobre biblioteconomia (Com utilitzar una biblioteca (1935) La biblioteca i el nen (1938) i Com fer una tesi doctoral (1975)).